# Edith Abbott
Edith Abbott, född 1876 i Grand Island, Nebraska, USA, död 1957, var en amerikansk kvinnorättsaktivist. Hon doktorerade i ekonomi 1905 med en avhandling om okvalificerat arbete i USA från 1850.

## Biografi
Edith Abbott började 1906 studera i England, och vad hon märkte där, framförallt i Londonstadsdelen East End, sammanställde hon i boken Women in Industry: a Study in American Economic History. Hon började arbeta som assistent åt Sophonisba Breckinridge vid Chicago School of Civics and Philanthropy, där hon kom att utveckla ett program inom socialt arbete som överfördes till University of Chicago 1920. Tillsammans med Breckinridge grundade hon tidningen Social Science Review, som hon utgav till 1953, där de arbetade för kvinnors, invandrares och handelsunioners rättigheter.
År 1924 blev Edith Abbott dekan vid University of Chicago School of Social Service Administration och stannade där till 1942. Under sin karriär kom Abbott att framställa ett antal statistiska och analytiska arbeten. Hon arbetade vid Nationernas förbunds internationella kontor och var ordförande för både National Conference of Social Work och American Association of Schools of Social Work.